# Vîșneve, Șîșakî
Vîșneve (în ucraineană Вишневе) este un sat în așezarea urbană Șîșakî din regiunea Poltava, Ucraina.

## Demografie
Componența lingvistică a localității Vîșneve
     Ucraineană (94,74%)
     Rusă (5,26%)
Conform recensământului din 2001, majoritatea populației localității Vîșneve era vorbitoare de ucraineană (94,74%), existând în minoritate și vorbitori de rusă (5,26%).